# کاربرد حوض در معماری

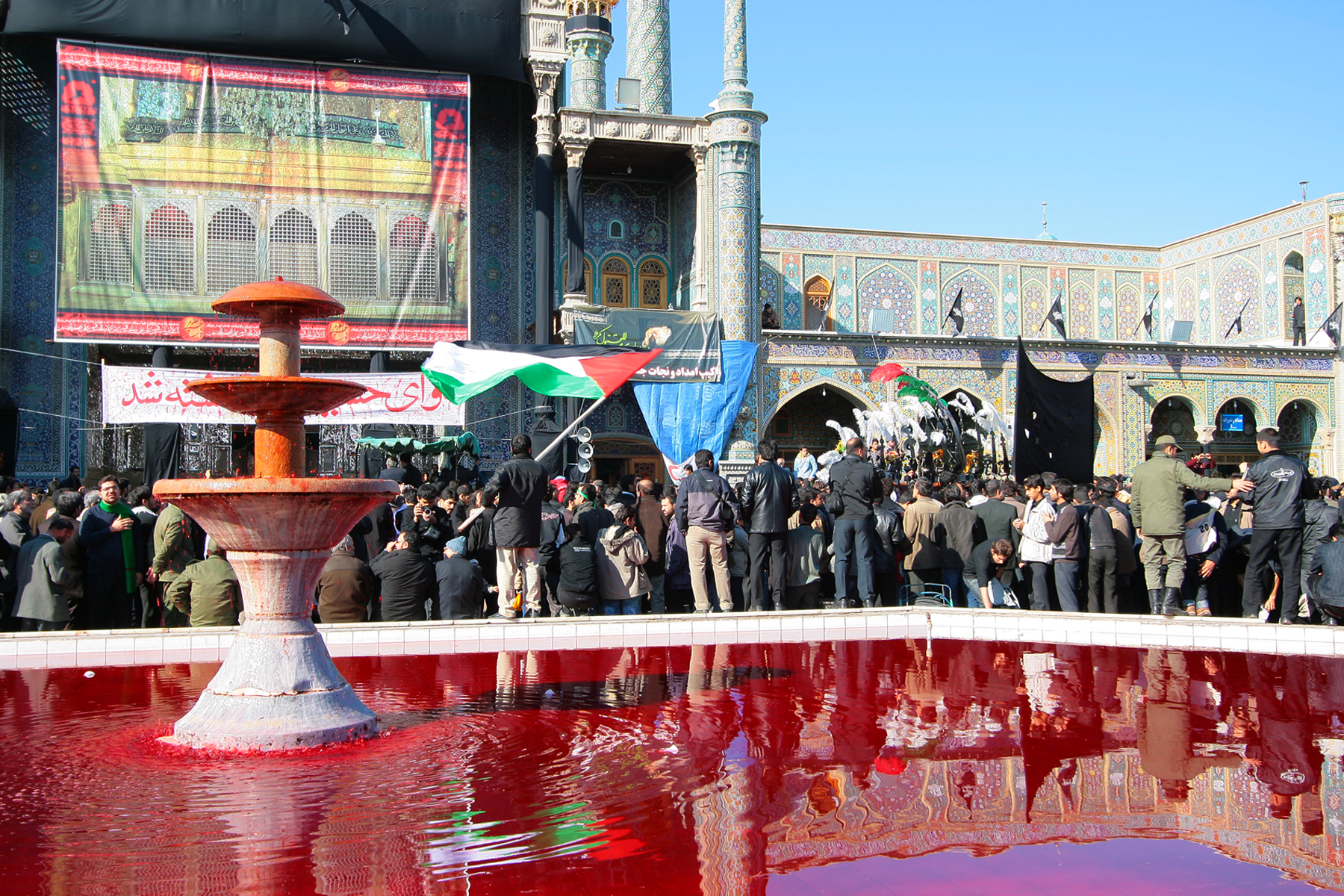
حوض ایوان اصلی حرم فاطمه معصومه که آن را به صورت نمادین قرمز رنگ می‌کنند.

حوض/ حوضخانه، آبگیری مصنوعی و گاه طبیعی، مسقف یا روباز، کاربردی یا تزیینی در جاهای گوناگون. آبِ آن از نهرها، چاه و باران، به منظور آشامیدن، آبیاری، غسل، وضو و تأمین می‌شود. حوض (جمع آن: حِیاض، احواض) واژهای عربی است که در ترکی (کانار) و اردو (فیروزالدین) نیز رایج است. در فارسی، علاوه بر حوض، واژه استخر برای حوض‌های بزرگ، و حوضچه و حوضک برای حوض‌های کوچک رایج است.

### طرز قرارگیری حوض
حوض‌ها بیشتر در امتداد طولی بنا ساخته می‌شوند و بناها را با شیب زمین هماهنگ می‌کنند تا آب به راحتی در حوض‌ها جای گیرد، مانند کاخ‌های چهلستون و هشت بهشت در اصفهان. در ساخت حوض تراز بودن این سازه اهمیت ویژه دارد و بدین منظور تمهیدات خاصی در نظر گرفته می‌شود. معمولاً به دلیل عمق کاذبی که استخرهای تیره القا می‌کنند، کف این استخرها را کاشی نمی‌کردند تا تیرگی آب و انعکاس آن، عمق آب را بیش از آنچه هست بنمایاند.

#### مصالح ساخت حوض
مصالح ساخت حوض مانند دیگر قسمت‌های بنا بود، اما برای نگهداری و آب‌بندی، از مصالح مقاوم و غیرقابل نفوذ مانند قیر طبیعی به عنوان ملات در بین آجرها، خمیر آهک و خاکستر چوب و تپاله گوسفند و خاکستر و از ساروج نیز، به دلیل مقاومت در برابر سرما و خنک نگهداشتن آب، اغلب به عنوان ملات داخلی پوشش حوض‌ها استفاده می‌شد. امروزه سیمان جای ساروج را گرفته و استفاده از سنگ‌های پاکتراش، مثل گذشته، برای جداره‌های حوض‌ها معمول است. حوض‌های پیش‌ساخته و مصنوعی نیز درخور اشاره‌اند.

#### اشکال حوض

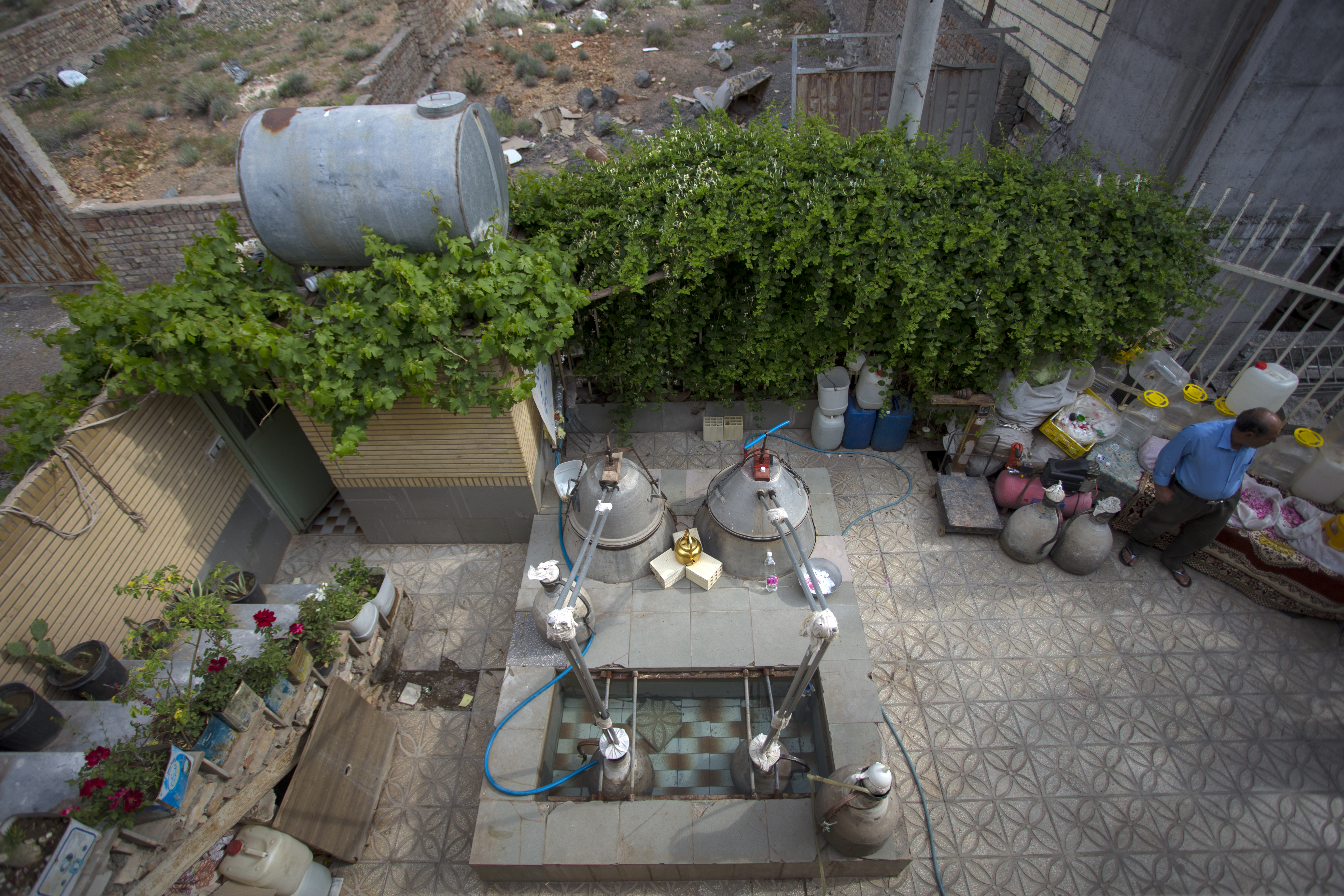
حوض یک خانه در قمصر کاشان که از آن برای گلابگیری استفاده می‌کنند.

حوضها بسته به سلیقه و نیاز و فضا، به شکل‌های گوناگون ساخته شده است. متداول‌ترین آن‌ها چهارگوش، مستطیل با تناسب طلایی، لوزی و دایره بوده، اما شش، هشت، نه، دوازده (بیشتر در استخرهای بزرگ) و شانزده گوشه، و در دوره قاجار صلیبی و بیضی نیز وجود داشته است. از اشکال منحصر به فرد حوض، حوضچه ماهی شکل متعلق به کاخ القصبه در مالقه (مالاگا) است.
حوض‌ها گاه با روش‌ها و ابزار گوناگون تزیین می‌شوند؛ مثلاً برخی حوض‌ها در عمارت‌های هند در قرن یازدهم با گره بندی و پرچین کاری تزیین می‌شدند. استفاده از ستون‌های پیرامون حوض یا پوشاندن کف و دیواره حوض با کاشی‌های رنگی، از دیگر روشهاست.
مهم‌ترین عنصر تزیینی حوض‌ها فواره‌ها بوده‌اند. به مجموعه حوض و فواره گاه آب‌نما می‌گفتند.
، که در ساخت آن‌ها از مواد گوناگونی مانند مس، سرب، سنگ، برنج و سفال استفاده می‌شد. حوض‌های باغ شالیمار لاهور ۱۴۴ فواره داشتند و فواره‌های پوشیده از کاشی فیروزهای حوض باغ فین نمونه چشمگیری از فواره است. از جمله دستگاه‌های مکانیکی خودکاری که جزری در کتاب الجامع بینالعلم و العمل النافع فی صناعة الحیل از آن‌ها سخن گفته، شش فواره است که در فاصله‌های زمانی مشخص، به‌طور خودکار، تغییر شکل می‌دادند. فواره‌ها افزون بر جلوه بصری، به سبب صدای فروریختن آب بر سطح حوض، نوعی تأثیر موسیقایی نیز پدیدمی‌آوردن

### حوضخانه
حوضخانه بنایی مستقل و گاه پیوسته با کل بنا، با مرکزیت حوض و در مسیر حرکت آب قنات‌ها که بر تقاطع دو محور اصلی حیاط مرکزی، در فضایی پایینتر از حیاط ساخته می‌شد و در روزهای گرم تابستان، فضایی خنک فراهم می‌کرد. جبهه رو به حیاط حوضخانه همواره باز بود. دو تا چهار اتاق در اطراف حوض ساخته می‌شد که با درهای چوبی به حوضخانه متصل می‌گردید. کف اتاق‌ها حدود یک متر از سطح فضای داخلی یا حوض بلندتر بود. جریان آب از یک طرف به حوضخانه وارد و ضمن عبور از آن از طرف دیگر خارج می‌شد. نور حوضخانه از پنجره‌ها و گاه روزنه‌های سقف تأمین می‌شد. برخی حوضخانه‌های بزرگ در تابستان به استخر عمومی تبدیل می‌شد، مانند حوضخانه محله دروازه آران در کاشان متعلق به قرن یازدهم. حوضخانه‌ها معمولاً به نام صاحبان آن خوانده می‌شدند و نشان مهمی برای محله و گاه تشخص و تمول مالک بنا بودند. گاهی وضوخانه‌های مساجد به صورت حوضخانه‌های زنانه و مردانه بوده است، مانند مساجد جامع قزوین و سمنان
با توسعه فنّاوری و پدید آمدن وسایل خنکسازی و خشک شدن قنات‌ها و مانند آن، حوضخانه‌ها رونق خود را از دست دادند.

#### نمونه‌هایی از حوضخانه

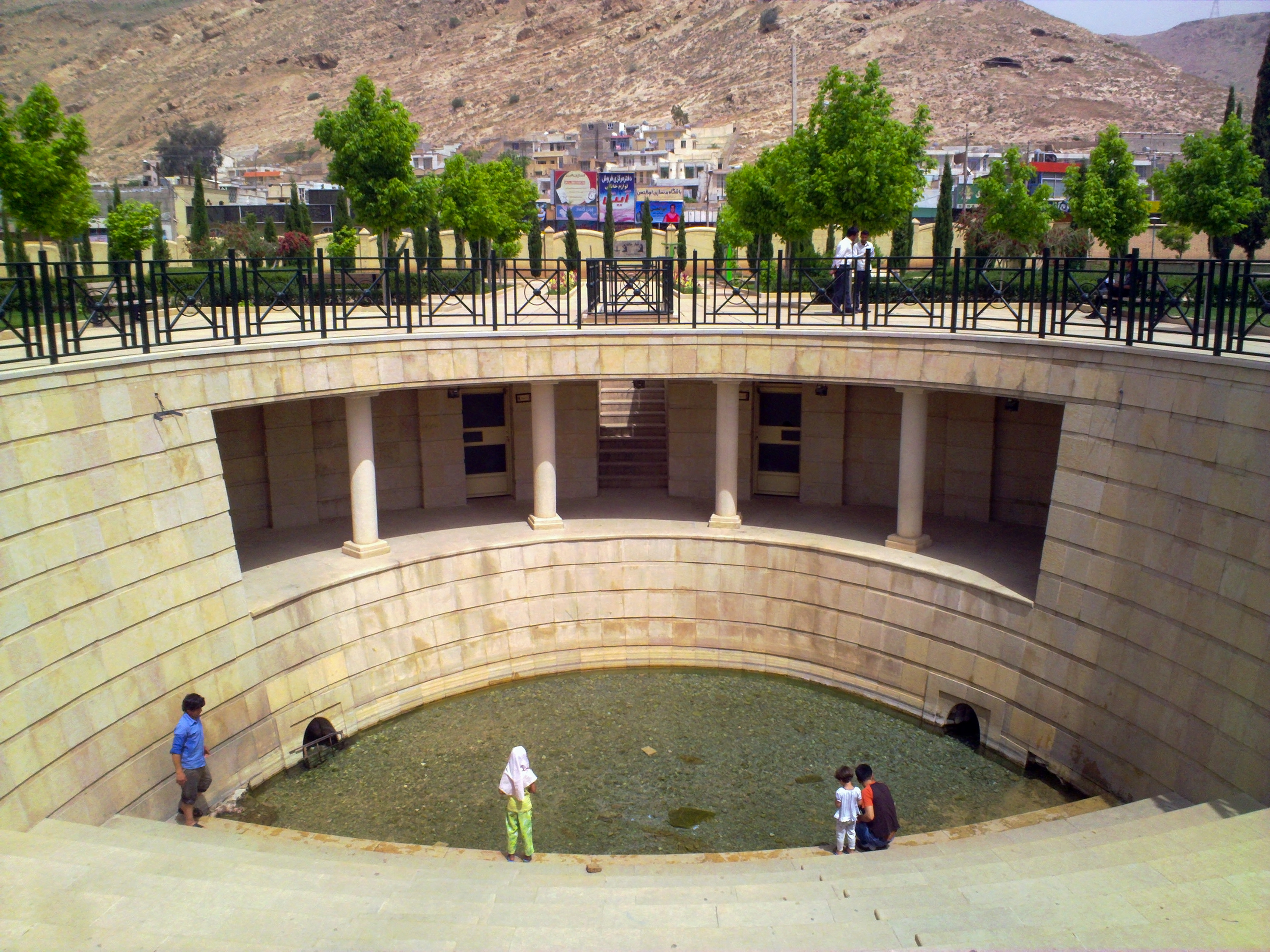
حوض خانه‌ای در کنار آرامگاه حافظ در شیراز

1. حوضخانه باغ دلگشای شیراز
2. کاخ‌های هشت بهشت اصفهان
3. صاحب قرانیه تهران
4. اشرف مازندران
5. باغ مزار کاشمر
6. باغ دولت‌آباد یزد

### معانی نمادین حوض
حوض دارای مفاهیم نمادین نیز هست، چنان‌که استیرلن حوض مرکزی بناهایی چون مسجد امام اصفهان را منعکس‌کننده تصویر گنبد آسمان و پیونددهنده فضای زمینی و آسمانی دانسته و ریچاردز نیز حوض مرمرین مرتفع وسط باغ تاجمحل را نماد حوض کوثر دانسته است.
واژه حوض نیز گاه معانی خاص و نمادینی داشته است. از جمله حوض آب یا حوض ماهی برای برج حوت و آسمان، حوض کوثر برای حوض بهشت، و حوض کرسی برای آتش زیرکرسی

### کاربرد حوض در قبل از اسلام
کاوش‌های باستانشناسی نمونه‌های بسیاری از کاربرد حوض را نشان می‌دهد، از جمله در خانه‌های مکشوفه از تپه یحیی در کرمان، متعلق به هزاره پنجم قبل از میلاد؛ در حیاط معبد سومری در خِفاجه در بین‌النهرین، متعلق به هزاره چهارم پیش از میلاد؛ و در آثار معماری ایلامی مکشوفه از هفت تپه خوزستان، متعلق به هزاره دوم پیش از میلاد. یکی از کهن‌ترین طرح‌های فرش، نقش «حوضی» یا «ترنج» است که قدیمی‌ترین نمونه آن در پازیریک کشف شده است.
حوض‌ها در مراسم مذهبی و آداب تطهیر کاربرد داشته‌اند. برای نمونه در نقش برجسته کورانگون، در فَهلیان فارس، نقش حوضی برای تعمید زائران دیده می‌شود. در ورودی معابد مهری (مهرابه‌ها)، حوضچه‌های تعبیه می‌شده که جایگاه شستشوی پا بوده است و به آن «پادیاو/ پادیاب» می‌گفتند. پادیاو ایرانی (همچون تپه میل ورامین) چهار دیواری کوچکی بوده که جوی آب یا برکهای (حوضی) در میان داشته است.

### حوض در دوره‌های اسلامی
با شروع دوره اسلامی و توجه بیشتر به طهارت و پاکی و نیز تزیین بناها، حوض با کاربردها و تزیینات متنوع از عناصر مهم معماری اسلامی گردید، گرچه در همه بناهای دینی ساخته نمی‌شد که علت آن اوضاع اقلیمی و ویژگی‌های بنا بوده است.

#### حوض در مساجد

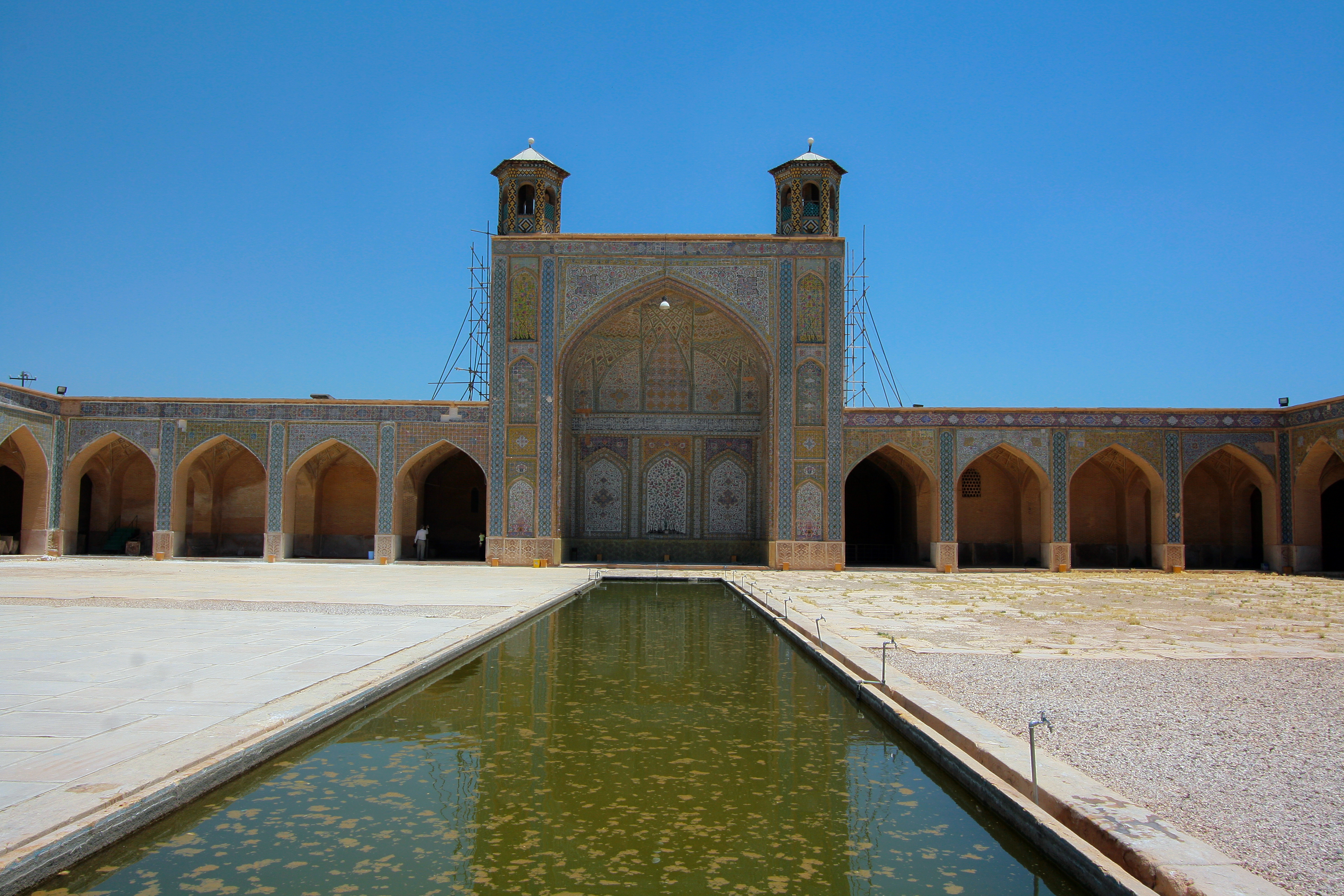
حوض مسجد وکیل در شیراز

در مساجد، اغلب، حوض‌هایی که برای وضو گرفتن بنا می‌شوند، به گونه‌ای هستند که هم‌زمان نمازگزاران بسیاری بتوانند وضو بگیرند. این حوض‌ها گاه در صحن (مثل مسجد سلطان احمد یا سلطان سلیم) و گاه در فضای داخلی (مثل مسجدجامع بورسه) قرار دارند. فقها دربارهٔ اندازه حوض با توجه به اندازه آب کثیر و قلیل و احکام آن دو، نظر داده‌اند.
ساخت حوض (به ویژه فواره دار) نخست در مساجد، سپس در کاخها و باغها رواج یافت.
به نظر می‌رسد در مساجد، احداث حوضی متناسب با ابعاد جلوخانها الگویی رایج بوده است. این حوض‌ها در وسط جلوخان و روبه رو و در امتداد محور تقارن پیش طاق ورودی و جلوخان قرار می‌گرفت.
مسجد امام (نام سابق آن: مسجدشاه) و مسجد شیخ لطف اللّه اصفهان، مسجد جامع یزد و امام (مسجد سلطانی یا مسجدشاه) تهران از نمونه‌های آن هستند. نمونه رعایت تناسب اندازه‌های حوض و بنا، مسجد امام اصفهان است که عمق ایوان شمالی، شرقی و غربی، با عرضِ حوضِ مرکزی مساوی است و قطر گنبدها با عرض و طول حوض مرکزی متناسب‌اند.

##### نمونه‌ای از مساجد حوض دار اوایل اسلام
1. حوض مرمری مسجدجامع دمشق
2. حوض مسجدجامع ابنطولون
3. حوض سنگی مسقف مسجدجامع سامرا

### حوض در کاخها
در کاخها غالباً در جشن‌ها، در کنار حوض‌ها و استخرها چراغانی می‌شد تا از انعکاس نور چراغها در آب، جلوه‌های بصری چشمگیری پدید آید.

#### نمونه‌ای از کاخهای حوض دار
1. حوض گنبددار کاخ خربةالمفجر
2. حوض‌های مدینةالزهراء از دوره اموی

در مدینةالزهراء، گنبد تالار پذیرایی زرین (مجلس الذهبی) بر فراز حوض مرمرین سبزی بنا شده بود و در برابر این تالار، کوشکی گنبددار با حوضی از جیوه قرار داشت. تلألؤ ناشی از حرکت نور در این حوض، از جمله شگفتیهای این کاخ بوده است.
1. کاخ جوسق الخاقانی
2. قصر بلکوارا در سامرا از دوره عباسی است.
3. کاخ خُمارَوَیه در قاهره، متعلق به دوره طولونی نیز حوضی از جیوه به مساحت پنجاه ذراع با ستونهای نقرهای وجود داشت.
4. در کاخ الحمراء، حوض‌ها و فواره‌های متعدد موجب اتصال بصری فضاهای باز و بسته به یکدیگرند.
5. در کاخ جهاز محل آب به روش پیچیدهای از دریاچه بالا می‌آمد و سپس در آبراهه‌ها، حوض‌ها و فواره‌های دو طبقه جریان می‌یافت.
6. در کاخ عالیقاپو نیز به شیوه مکانیکی آب به بالا منتقل و به حوض بزرگ وسط ایوان اصلی ریخته می‌شد.

### حوض در باغها
در باغها حوض‌ها بیشتر برای تقسیم و نگهداری آب کاربرد داشتهاند.
در بسیاری از باغهای ایرانی آب از یک جهت وارد می‌شد و ضمن ریختن در یک حوضِ مقسّم، در سه جهت جاری می‌شد، اما گردش آب را در چهار جهت تداعی می‌کرد.

#### نمونه باغها
1. باغ مسجد پیامبر در مدینه
2. باغهای کوفه
3. باغ دولت‌آباد سمرقند
4. حوض نیلوفری در باغهای برهانپور
5. باغ شالیمار
6. چهارباغ تاج محل دو محور طولی و عرضی دارد که در مرکزشان حوض آبی قرار دارد.
7. در باغ فین کاشان از نمادهای عددی در تقسیم باغ به چهار قسمت، به وسیله جویها و حوض‌ها، استفاده شده است که به چهار رودخانه زندگی،

چهارگوشه زمین و مانند آن اشاره دارد. چرخه آب‌رسانی در این باغ همواره مورد توجه بوده است. منبع اصلی آب این باغ، چشمه سلیمانیه است که آب استخر بزرگ، حوضخانه (چشمه) زنانه و مردانه، حوض جوش (که آب آن از زیر تأمین می‌شود) و حوض دراز (دوازده فواره) را تأمین می‌کند.

### حوض در خانه‌های سنتی
در خانه‌های سنّتی ایران، حوض برای کاستن گرما و تأمین رطوبت هوا، وضو ساختن، شستشو و ذخیره آب و آبیاری ساخته می‌شد. در حیاطهای بزرگ معمولاً حوض‌ها جلوی اتاقِ اُرسی یا پنجدری بود. غالباً حوض را در یکی از محورهای اصلی فضای خانه می‌ساختند، به‌طوری‌که طول حوض در امتداد طول خانه قرار گیرد. در یزد بر سر راه بادهایی که از طریق بادگیرها به محیط خانه وارد می‌شد، حوضچه‌های کوچکی قرار می‌دادند که هم هوا را خنک می‌کرد و هم در گوشه و کنار آن از موادغذایی نگهداری می‌شد. همچنین در حوض‌ها از حیواناتی چون ماهی و برخی مرغان آبی نگهداری می‌کردند. در خانه‌های مصر در قرن سوم، ساخت حوض‌هایی علاوه بر حیاط در ایوانها مرسوم بوده است.

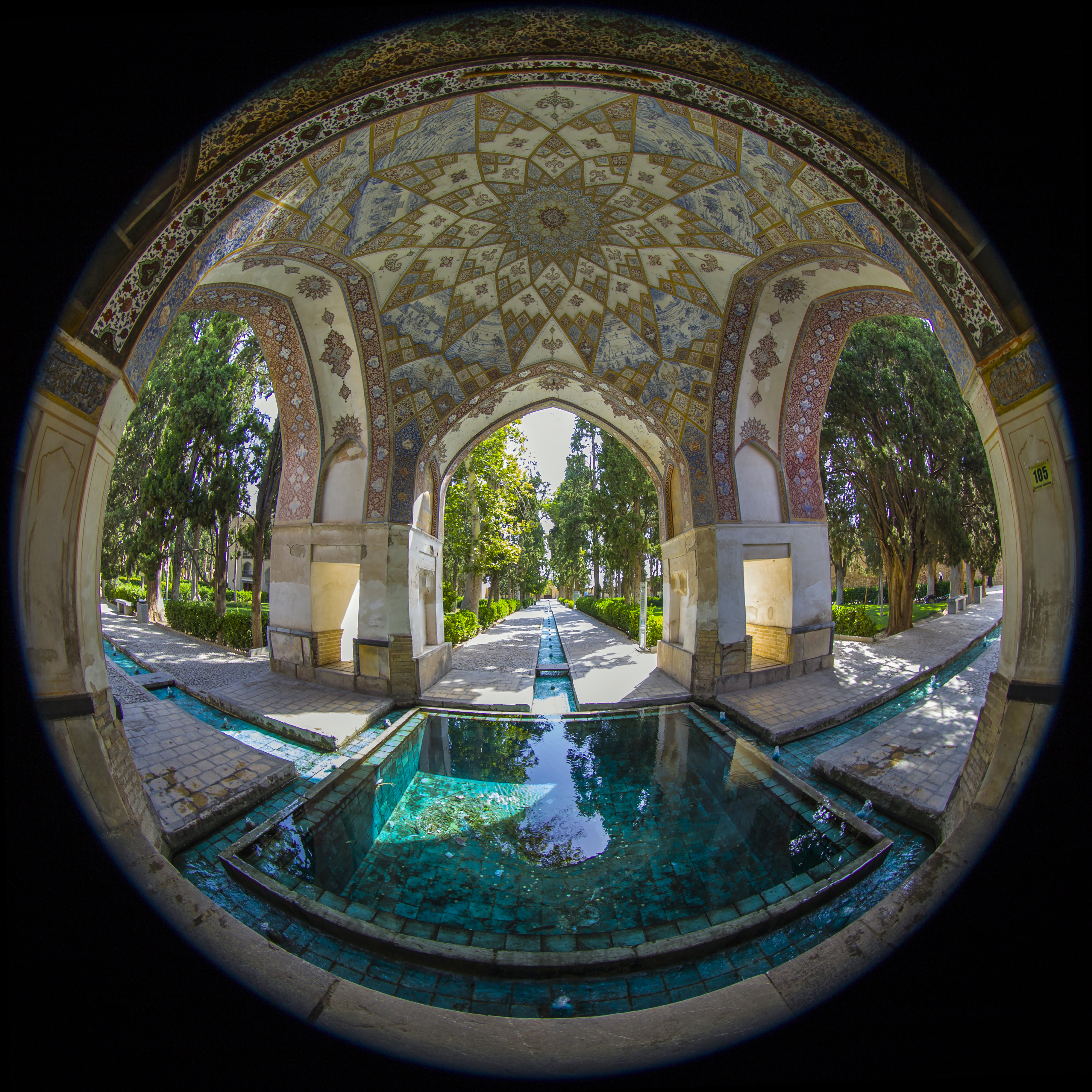
حوض در حمام فین کاشان

#### حوض در حمام‌ها
در حمامها انواع حوض، با نامهای متعدد، وجود داشت. از جمله خزینه‌ها و چاله حوض که خزینه آب سرد بزرگ و عمیقی بود که همانند استخر امروزی، برای شنا و آب‌تنی از آن استفاده می‌شد. نمونهای از آن در حمام فین کاشان موجود است. دستکها حوضچه‌های کوچکی در گرمخانه‌های خصوصی بودند و معمولاً حجم آن‌ها کمتر از کُر نبود.

### کاربرد حوض در سطح شهر
در طراحی شهرهای اسلامی، حوض به عنوان محل ذخیره آب اهمیت بسزایی داشت و ساخت آن در میدانها و مکانهای مهم معمول بود. ازجمله، در وسط میدان شهر بخارا حوضی به نام «لعابی حوض» وجود داشته و در دو سوی سی وسه پل اصفهان، در وسط خیابان چهار باغ و در میدان نقش جهان حوض‌های متنوعی ساخته شده است. بازارها نیز با حوض‌هایی در چهارسوق‌هایشان تزیین (مانند بازار وکیل) و بدین سبب نامگذاری می‌شدند، مانند بازار سرحوض آقا در شیراز. در کنار برخی سقاخانه‌ها نیز حوض‌های بزرگی وجود داشته است.

#### استفاده‌های دیگر حوض
از حوض در مدارس، خانقاه‌ها، بیمارستانها، تکایا، کاروانسراها و رباطها، در کنار چاه‌ها در روستاها، به عنوان مخزنی بزرگ برای نوشیدنیها در مراسم شاهانه و برای عرقگیری گیاهان و تولید ریسمان کتان، نیز استفاده می‌شده است. حوض گاه محلی برای اجرای نمایش روحوضی بوده است.